# Cinnyris pembae
Cinnyris pembae е вид птица от семейство Нектарникови (Nectariniidae).

## Разпространение
Видът е ендемичен за остров Пемба, Танзания.